# Sukzessionslandschaft Nebendorf
Das Naturschutzgebiet Sukzessionslandschaft Nebendorf liegt im Landkreis Oberspreewald-Lausitz in Brandenburg. Es erstreckt sich südwestlich von Göritz, einem Wohnplatz der Stadt Drebkau im Landkreis Spree-Neiße. Südwestlich des Gebietes erstreckt sich der 880 ha große Altdöberner See.

## Bedeutung
Das rund 43,1 ha große Gebiet mit der Kenn-Nummer 1120 wurde mit Verordnung vom 16. Januar 1997 unter Naturschutz gestellt.